# Lachie Turner

a Compétitions nationales et continentales officielles uniquement.

b Matchs officiels uniquement.
Dernière mise à jour le 16 octobre 2018.
Lachlan David Turner, né le 11 mai 1987 à Sydney (Australie), est un joueur international australien de rugby à XV jouant aux postes d'arrière ou d'ailier.
Il compte 15 sélections en équipe nationale avec les Wallabies.

## Biographie

### Carrière en club
Lachie Turner fait ses débuts avec l'équipe du Eastwood Rugby Club en 2006 dans les deux compétitions de la New South Wales Rugby Union que sont le Shute Shield et la Tooheys New Cup.
Puis, il intègre la franchise des Waratahs en 2007 pour disputer le Super 14. La même année, il participe à l'Australian Rugby Championship avec les Western Sydney Rams. Le club termine premier de la phase régulière mais est battu en demi-finale par les Melbourne Rebels. Sa bonne saison est récompensée par l'obtention du titre de Australian rookie of the year. Il retrouve les Waratahs et le super 14 la saison suivante et atteint la finale de la compétition mais la franchise australienne s'incline 20-12 devant les Crusaders. Non qualifié pour les play-off en 2009 car les Waratahs terminent à la cinquième place, Turner dispute à nouveau une demi-finale en Super 14 en 2010 contre les Stormers. La franchise australienne s'incline largement 25 à 6 devant les Sud-africains, ce qui prive Turner d'une seconde finale dans la compétition.
En début de saison 2015-2016, il signe un contrat avec le RC Toulon en tant que Joker Coupe du monde. En deuxième partie de saison, il s'engage avec les Exeter Chiefs qui perdent la finale du Championnat d'Angleterre après une défaite contre les Saracens.
L'année d'après, son club remporte pour la première fois de son histoire la Premiership grâce à une victoire contre les Wasps en finale,.
En 2018, il perd une nouvelle finale de championnat face aux Saracens, puis quitte le club et décide de mettre un terme à sa carrière sportive.

### Carrière internationale
Turner joue avec l'équipe scolaire d'Australie en 2005 puis en 2006-2007 avec l'équipe d'Australie des moins de 19 ans avec laquelle il remporte la coupe du monde des moins de 19 ans.
Avec l'équipe d'Australie A, il dispute la Coupe des Nations du Pacifique en 2006-2007 et 2007-2008.
Lachlan Turner profite d'une blessure de dernière minute de Lote Tuqiri afin de disputer son premier match avec l'équipe d'Australie, le 5 juillet 2008 contre la France, à Brisbane.
En 2009, il dispute le Tri-nations comme titulaire au poste de trois-quart aile.

## Statistiques en équipe nationale
De 2008 à 2011, Lachlan Turner dispute 15 matchs avec l'équipe des Wallabies au cours desquels il marque quatre essais. Il participe notamment aux Tri-nations en 2009 et 2010.

## Palmarès
- Vainqueur du Shute Shield en 2006
- Finaliste du Super 14 en 2008
- Vainqueur de la Premiership en 2017
  - Finaliste de la Premiership en 2018

| Édition          | Rang | Résultats Australie | Résultats L. Turner | Matchs L.Turner |
| Tri-nations 2009 | 3    | 1 v, 0 n, 5 d       | 1 v, 0 n, 5 d       | 6/6             |
| Tri-nations 2010 | 2    | 2 v, 0 n, 4 d       | 0 v, 0 n, 1 d       | 1/6             |

Légende : v = victoire ; n = match nul ; d = défaite.